# Synegia transgrisea
Synegia transgrisea là một loài bướm đêm trong họ Geometridae.